# Monofiodontyzm
Monofiodontyzm – uzębienie z jedną generacją zębów, niepodlegającą wymianie; występuje u niewielu ssaków, np. szczurów i zębowców.